# Rosa bella
Pour l’article homonyme, voir O Rosa Bella.
Espèce
Rosa bella est une espèce de plantes à fleurs de la famille des Rosaceae. C'est un rosier classé dans la section des Cinnamomeae, originaire de Chine. Son aire de répartition naturelle s'étend dans les provinces chinoises de Hebei, Henan, Jilin et de Shanxi où on la trouve le long des cours d'eau et sur les pentes des montagnes, jusqu'à une altitude d'environ 1 700 mètres.
L'espèce a été découverte et décrite scientifiquement par Alfred Rehder et Ernest Henry Wilson en 1915.

## Description
C'est un buisson dressé pouvant atteindre environ 2,5 mètres. Les feuilles imparipennées de 4 à 11 cm de long comptent au plus de sept à neuf folioles dentées, souvent, seulement cinq.
La floraison intervient de mai à juillet selon les régions. Les fleurs, de 5 cm de diamètre, sont isolées ou réunies par deux ou trois, portées par des pédoncules de 5 à 10 mm de long. Les cinq pétales sont violet à rose moyen.
Les fruits sont des cynorrhodons rouge foncé, ovales, qui apparaissent à partir du mois d'août. Ils ont un diamètre de 10 à 15 mm.

## Variétés
Il existe deux variétés de l'espèce Rosa bella H. Rehder & E. Wilson :
- Rosa bella Rehder & E.H.Wilson var. bella (Syn. : Rosa bella f. pallens Rehder & E.H.Wilson)
- Rosa bella var. nuda T.T.Yu & Tsai.

## Utilisation
Les fleurs servent à la préparation d'essence de rose. Les fruits servent à préparer des confitures. Fleurs et les fruits sont employés en médecine populaire.